# NGC 7280
NGC 7280 est une galaxie lenticulaire barrée située dans la constellation de Pégase. Sa vitesse par rapport au fond diffus cosmologique est de 1 489 ± 25 km/s, ce qui correspond à une distance de Hubble de 22,0 ± 1,6 Mpc (∼71,8 millions d'al). NGC 7280 a été découverte par l'astronome germano-britannique William Herschel en 1784.
NGC 7280 présente une large raie HI. La base de données NASA/IPAC indique qu'elle est aussi une galaxie active (AGN), sans en préciser le type exacte.
NASA/IPAC mentionne également que NGC 7280 forme une paire de galaxies (UGC 12035 dans la section classification) avec NGC 7290 . En contradiction avec elle-même, la base de données indique que NGC 7290, sur la page qui lui est consacrée, qu'elle est une galaxie du champ (section classification), c'est-à-dire qu'elle n'appartient pas à un amas ou un groupe et qu'elle est donc gravitationnellement isolée. De plus, la distance de Hubble de NGC 7290 est égale à 37,47 ± 2,65 Mpc (∼122 millions d'al), ce qui signifie qu'elle est bien plus éloignée de nous que ne l'est NGC 7280 et qu'il s'agit donc d'une paire purement optique.

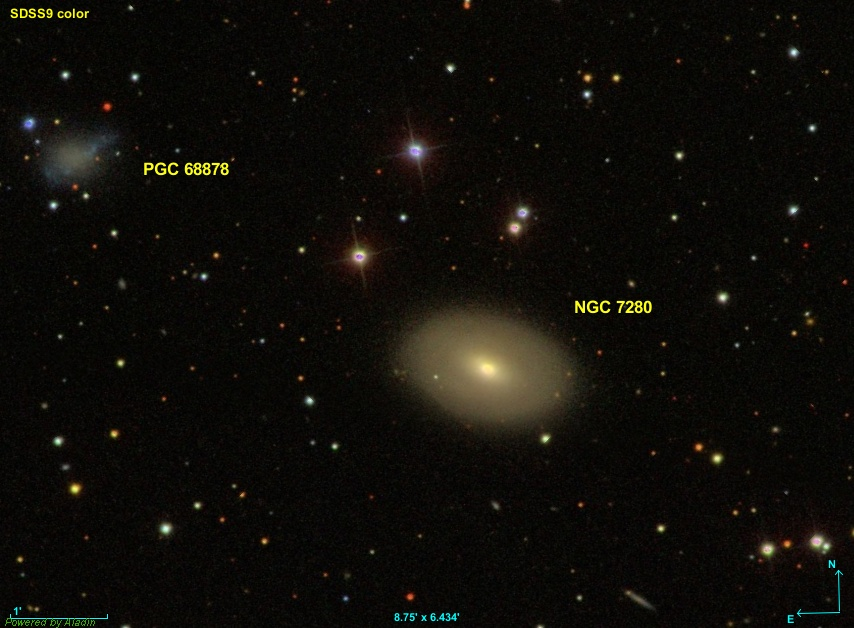
La paire de galaxies NGC 7280 et PGC 68878.

Selon le professeur Seligman, NGC 7280 possède probablement comme compagnon gravitationnel PGC 68878, une petite galaxie située au nord-est. La distance de Hubble de PGC 68878 est égale à 22,75 ± 1,64 Mpc (∼74,2 millions d'al), soit passablement proche de celle de NGC 7280. Ces deux galaxies forment donc très probablement une paire réelle, mais ni l'image du relevé SDSS, ni celle du télescope spatial Hubble, ne montrent aucun signe d'interaction gravitationnelle entre elles. La base de données Simbad mentionne aussi que NGC 7280 est membre d'une paire de galaxies. En cliquant sur le bouton Simbling, on constate que l'autre galaxie est UGCA 429, une autre désignation pour PGC 68878. 
À ce jour, six mesures non basées sur le décalage vers le rouge (redshift) donnent une distance de 23,150 ± 2,182 Mpc (∼75,5 millions d'al), ce qui est à l'intérieur des valeurs de la distance de Hubble.

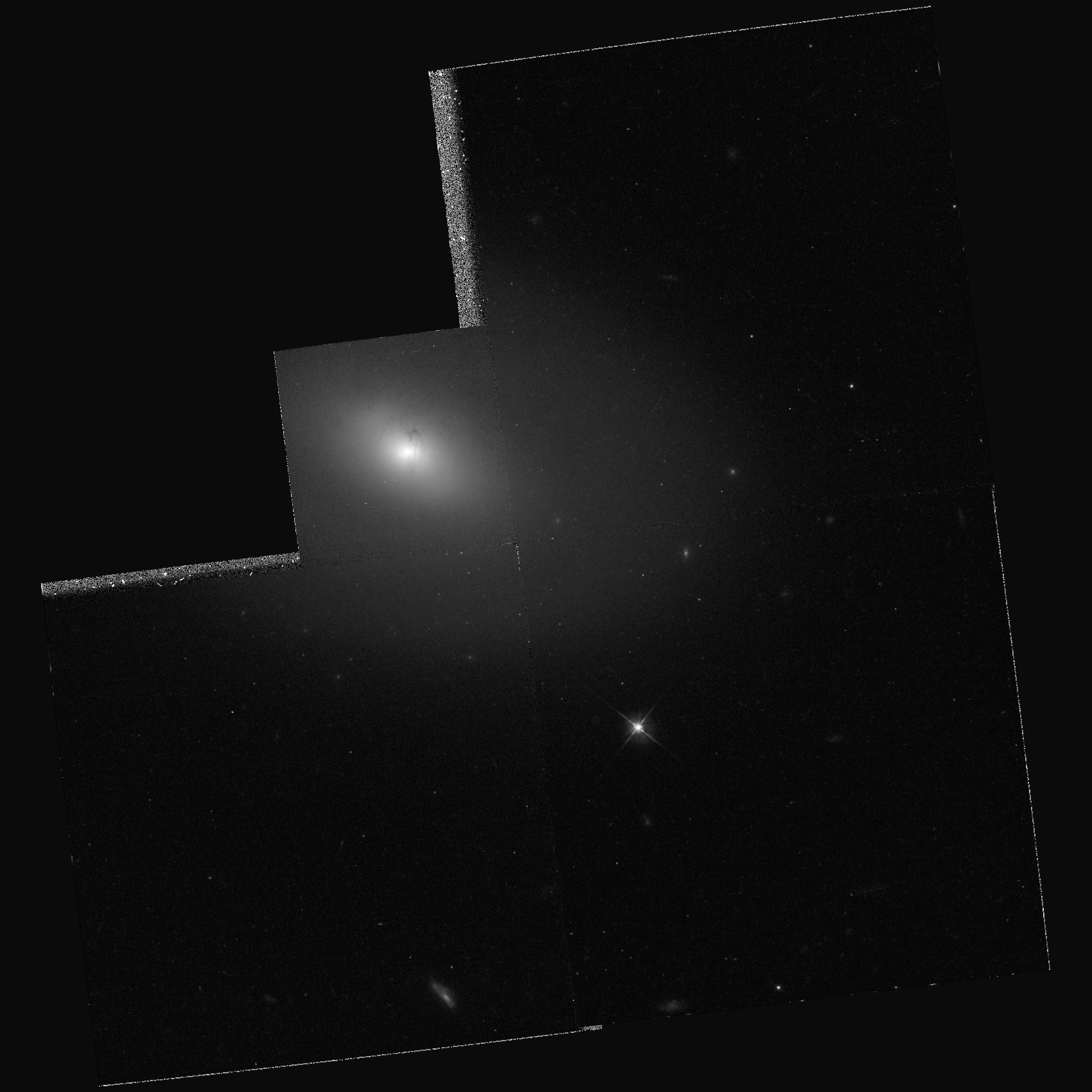
NGC 7280 selon les données du télescope spatial Hubble.